# Timbunke
Timbunke es una ciudad de Papúa-Nueva Guinea. Es una de las cinco ciudades de la provincia de Sepik del Este. Está comunicada con otras ciudades del Río Sepik, cómo Wewak por una carretera. En ésta, el camino no está en buenas condiciones y a menudo hay reportes criminales sobre asaltos. En el pueblo, aún se conservan casas de madera. En el pueblo se encuentra la Tambaran Haus, que es un lugar de culto religioso.